# Johann Jakob Schuster
Johann Jakob Schuster (* 9. November 1838 in Strassburg; † 8. Mai 1901 in Basel) war ein Schweizer Bankier.

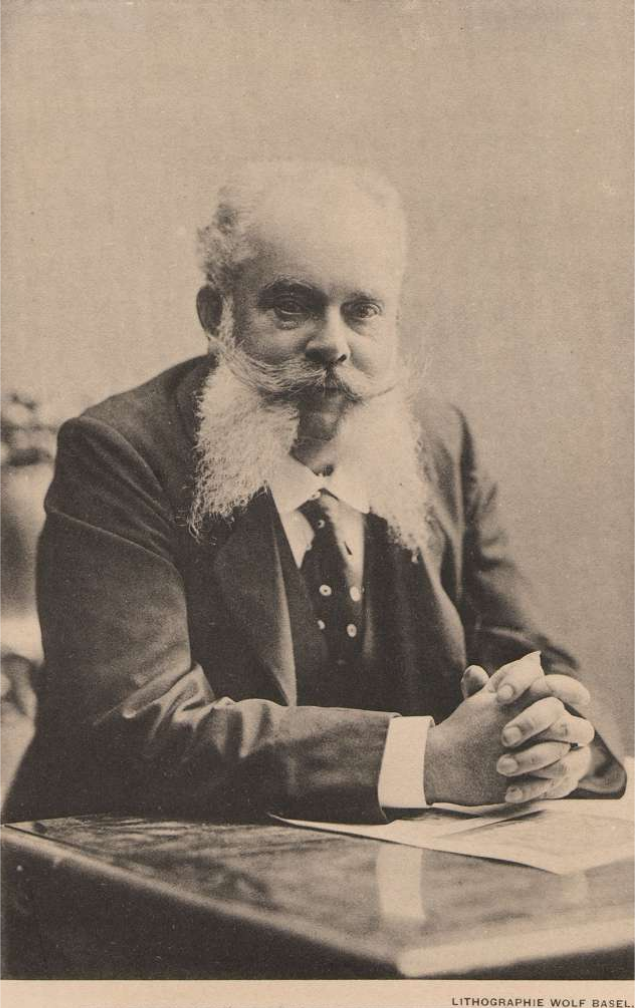
Johann Jakob Schuster

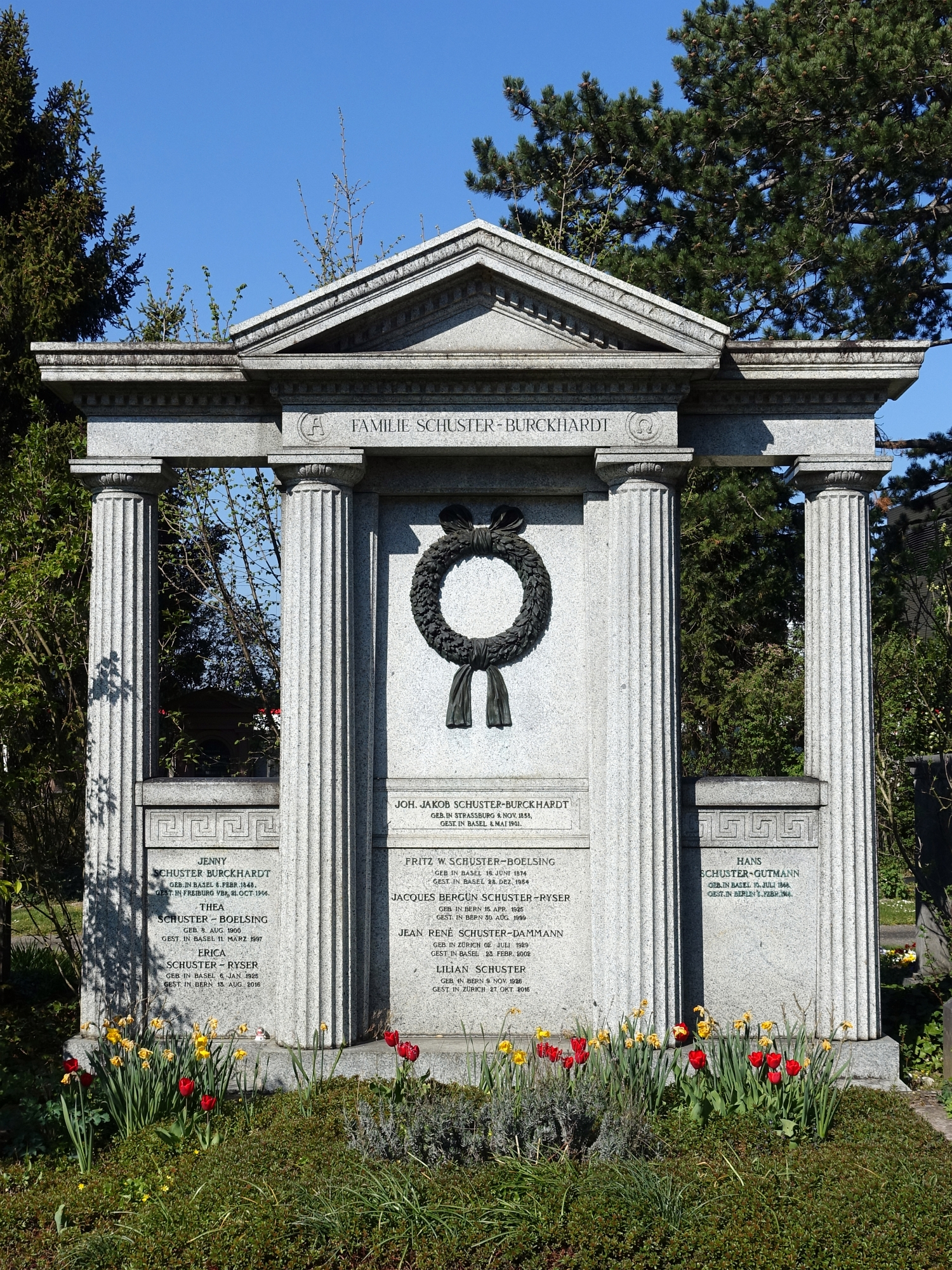
Grab auf dem Friedhof Wolfgottesacker in Basel

## Leben und Werk
Schuster kam nach seiner kaufmännischen Ausbildung in Strassburg 1856 nach Basel, wo er in der Privatbank «von Speyr» eine Anstellung fand und 1867 Teilhaber und Leiter der Bank wurde. Schuster war massgeblich an der Gründung des Basler Bankiervereins beteiligt und baute diesen zu einer internationalen Grossbank aus. Von 1881 bis 1891 präsidierte er deren Verwaltungsrat. Unter seiner Führung spielte der Schweizerische Bankverein eine gewichtige Rolle in der Reorganisation ehemaliger Familienunternehmen zu Aktiengesellschaften und deren Konzentration zu grossen Unternehmen. Zudem sass Schuster in den Verwaltungsräten grosser schweizerischer und ausländischer Industrie- und Finanzunternehmen.
In erster Ehe (1863) war Schuster mit Anna Elisabeth von Speyr und in zweiter Ehe (1886) mit Johanna Burckhardt (1848–1906) verheiratet.
Seine letzte Ruhestätte fand Schuster auf dem Friedhof Wolfgottesacker in Basel.